# Malpighia proctorii
Malpighia proctorii är en tvåhjärtbladig växtart som beskrevs av J. Vivaldi. Malpighia proctorii ingår i släktet Malpighia och familjen Malpighiaceae. Inga underarter finns listade i Catalogue of Life.